# Championnat du Japon de football 2015
Navigation
J1 League 2014 J1 League 2016
Le Championnat du Japon de football 2015 est la 50e édition de la première division japonaise et la 23e édition de la J.League. Le championnat a débuté le 7 mars 2015 et s'est achevé le 22 novembre 2015. 
Les meilleurs de ce championnat se qualifient pour la compétition continentale qu'est la Ligue des Champions de l'AFC. Le nombre de qualifiés en Ligue des Champions via le championnat, de trois à quatre, varie en fonction du vainqueur de la coupe nationale, la coupe de l'Empereur.

## Format
Pour cette édition 2015, le format du championnat change. Comme c'était le cas à la création de la J.League, le championnat retrouve plusieurs phases : les matches aller, les matches retour et les playoffs. Cinq équipes participent aux playoffs : le vainqueur des matches aller, le vainqueur des matches retour ainsi que les trois équipes ayant le plus de points sur la saison régulière entière. Mais l'équipe ayant récolté le plus de points lors de la saison régulière sera directement qualifiée pour la finale des playoffs.

## Les clubs participants
Les 15 premiers de la J League 2014, les trois premiers de la J2 League 2014 participent à la compétition.
| Club                | Dernière montée | Ville     | Classement 2014 | Entraîneur          | Depuis | Stade                                                       | Capacité      | Nombre de saisons |
| ------------------- | --------------- | --------- | --------------- | ------------------- | ------ | ----------------------------------------------------------- | ------------- | ----------------- |
| Gamba Osaka         | 2014            | Suita     | 1er             | Kenta Hasegawa      | 2013   | Stade commémoratif de l'Expo '70 Stade de football de Suita | 21 000 40 000 | 22                |
| Urawa Red Diamonds  | 2001            | Saitama   | 2e              | Mihailo Petrović    | 2012   | Stade Saitama 2002                                          | 63 700        | 22                |
| Kashima Antlers     | -               | Kashima   | 3e              | Masatada Ishii      | 2015   | Stade de Kashima                                            | 40 728        | 23                |
| Kashiwa Reysol      | 2011            | Kashiwa   | 4e              | Tatsuya Yoshida     | 2015   | Hitachi Kashiwa Stadium                                     | 15 349        | 19                |
| Sagan Tosu          | 2012            | Tosu      | 5e              | Hitoshi Morishita   | 2015   | Stade de Tosu                                               | 24 460        | 4                 |
| Kawasaki Frontale   | 2005            | Kawasaki  | 6e              | Yahiro Kazama       | 2012   | Stade d'athlétisme de Todoroki                              | 27 495        | 12                |
| Yokohama F. Marinos | -               | Yokohama  | 7e              | Erick Mombaerts     | 2015   | Stade Nissan                                                | 72 327        | 23                |
| Sanfrecce Hiroshima | 2009            | Hiroshima | 8e              | Hajime Moriyasu     | 2011   | Grande Arche d'Hiroshima                                    | 50 000        | 21                |
| FC Tokyo            | 2012            | Tokyo     | 9e              | Massimo Ficcadenti  | 2014   | Stade Ajinomoto                                             | 50 000        | 15                |
| Nagoya Grampus      | -               | Nagoya    | 10e             | Akira Nishino       | 2014   | Stade Toyota                                                | 45 000        | 23                |
| Vissel Kobe         | 2014            | Kobe      | 11e             | Nelsinho Baptista   | 2015   | Stade du parc Misaki                                        | 30 132        | 17                |
| Albirex Niigata     | 2004            | Niigata   | 12e             | Masaaki Yanagishita | 2012   | Stade Denka                                                 | 42 300        | 12                |
| Ventforet Kōfu      | 2013            | Kōfu      | 13e             | Satoru Sakuma       | 2015   | Kose Sports Park Stadium                                    | 17 000        | 6                 |
| Vegalta Sendai      | 2010            | Sendai    | 14e             | Susumu Watanabe     | 2014   | Stade de Sendai                                             | 19 694        | 8                 |
| Shimizu S-Pulse     | -               | Shizuoka  | 15e             | Katsumi Oenoki      | 2014   | Stade du parc Nihondaira                                    | 20 299        | 23                |
| Shonan Bellmare     | 2015            | Hiratsuka | 1er             | Cho Kwi-jea         | 2012   | Hiratsuka Stadium                                           | 18 500        | 9                 |
| Matsumoto Yamaga FC | 2015            | Matsumoto | 2e              | Yasuharu Sorimachi  | 2012   | Matsumoto Stadium                                           | 20 000        | 1                 |
| Montedio Yamagata   | 2015            | Yamagata  | 3e              | Nobuhiro Ishizaki   | 2014   | Stade du parc Yamagata                                      | 20 315        | 4                 |

- Tenant du titre et qualifié pour la phase de groupe de la Ligue des champions de l'AFC 2015
- Qualifié pour le tour préliminaire de la Ligue des champions de l'AFC 2015
- Promu de la J2 League 2014

### Localisation des clubs
| \| Clubs du Grand Tokyo · FC Tokyo (Tokyo) · Kawasaki Frontale (Kanagawa) · Kashima Antlers (Ibaraki) · Urawa Red Diamonds (Saitama) · Yokohama F. Marinos (Kanagawa) · Kashiwa Reysol (Chiba) · Ventforet Kōfu (Yamanashi) · Shonan Bellmare (Kanagawa) Grand Tokyo Sanfrecce Hiroshima Gamba Osaka Vissel Kobe Vegalta Sendai Sagan Tosu Albirex Niigata Nagoya Grampus Matsumoto Yamaga FC Shimizu S-Pulse Montedio Yamagata \| Localisation des clubs engagés dans le championnat. |
| Clubs du Grand Tokyo · FC Tokyo (Tokyo) · Kawasaki Frontale (Kanagawa) · Kashima Antlers (Ibaraki) · Urawa Red Diamonds (Saitama) · Yokohama F. Marinos (Kanagawa) · Kashiwa Reysol (Chiba) · Ventforet Kōfu (Yamanashi) · Shonan Bellmare (Kanagawa) Grand Tokyo Sanfrecce Hiroshima Gamba Osaka Vissel Kobe Vegalta Sendai Sagan Tosu Albirex Niigata Nagoya Grampus Matsumoto Yamaga FC Shimizu S-Pulse Montedio Yamagata                                                           |

| Clubs du Grand Tokyo · FC Tokyo (Tokyo) · Kawasaki Frontale (Kanagawa) · Kashima Antlers (Ibaraki) · Urawa Red Diamonds (Saitama) · Yokohama F. Marinos (Kanagawa) · Kashiwa Reysol (Chiba) · Ventforet Kōfu (Yamanashi) · Shonan Bellmare (Kanagawa) Grand Tokyo Sanfrecce Hiroshima Gamba Osaka Vissel Kobe Vegalta Sendai Sagan Tosu Albirex Niigata Nagoya Grampus Matsumoto Yamaga FC Shimizu S-Pulse Montedio Yamagata |

## Compétition
| Rang | Équipe                | Pts | J  | G  | N | P  | Bp | Bc | Diff |
| ---- | --------------------- | --- | -- | -- | - | -- | -- | -- | ---- |
| 1    | Urawa Red Diamonds    | 41  | 17 | 12 | 5 | 0  | 39 | 17 | +22  |
| 2    | FC Tokyo              | 35  | 17 | 11 | 2 | 4  | 24 | 18 | +6   |
| 3    | Sanfrecce Hiroshima   | 34  | 17 | 10 | 4 | 3  | 29 | 16 | +13  |
| 4    | Gamba Osaka T         | 32  | 17 | 9  | 5 | 3  | 24 | 13 | +11  |
| 5    | Kawasaki Frontale     | 30  | 17 | 9  | 3 | 5  | 32 | 26 | +6   |
| 6    | Yokohama F. Marinos   | 26  | 17 | 7  | 5 | 5  | 21 | 17 | +4   |
| 7    | Vegalta Sendai        | 23  | 17 | 6  | 5 | 6  | 27 | 20 | +7   |
| 8    | Kashima Antlers       | 22  | 17 | 6  | 4 | 7  | 27 | 25 | +2   |
| 9    | Nagoya Grampus        | 22  | 17 | 6  | 4 | 7  | 18 | 18 | 0    |
| 10   | Shonan Bellmare P     | 22  | 17 | 6  | 4 | 7  | 20 | 24 | -4   |
| 11   | Sagan Tosu            | 20  | 17 | 5  | 5 | 7  | 22 | 32 | -10  |
| 12   | Ventforet Kōfu        | 20  | 17 | 6  | 2 | 9  | 12 | 22 | -10  |
| 13   | Vissel Kobe           | 19  | 17 | 4  | 7 | 6  | 17 | 19 | -2   |
| 14   | Kashiwa Reysol        | 18  | 17 | 4  | 6 | 7  | 22 | 25 | -3   |
| 15   | Matsumoto Yamaga FC P | 15  | 17 | 4  | 3 | 10 | 17 | 26 | -9   |
| 16   | Montedio Yamagata P   | 14  | 17 | 3  | 5 | 9  | 14 | 24 | -10  |
| 17   | Albirex Niigata       | 14  | 17 | 3  | 5 | 9  | 20 | 33 | -13  |
| 18   | Shimizu S-Pulse       | 14  | 17 | 3  | 5 | 9  | 22 | 32 | -10  |

| Rang | Équipe                | Pts | J  | G  | N | P  | Bp | Bc | Diff |
| ---- | --------------------- | --- | -- | -- | - | -- | -- | -- | ---- |
| 1    | Sanfrecce Hiroshima   | 40  | 17 | 13 | 1 | 3  | 44 | 14 | +30  |
| 2    | Kashima Antlers       | 37  | 17 | 12 | 1 | 4  | 30 | 16 | +14  |
| 3    | Gamba Osaka T         | 31  | 17 | 9  | 4 | 4  | 32 | 24 | +8   |
| 4    | Urawa Red Diamonds    | 31  | 17 | 9  | 4 | 4  | 30 | 23 | +7   |
| 5    | Yokohama F. Marinos   | 29  | 17 | 8  | 5 | 4  | 24 | 15 | +9   |
| 6    | FC Tokyo              | 28  | 17 | 8  | 4 | 5  | 21 | 15 | +6   |
| 7    | Kawasaki Frontale     | 27  | 17 | 8  | 3 | 6  | 30 | 22 | +8   |
| 8    | Kashiwa Reysol        | 27  | 17 | 8  | 3 | 6  | 24 | 18 | +6   |
| 9    | Shonan Bellmare P     | 26  | 17 | 7  | 5 | 5  | 20 | 20 | 0    |
| 10   | Nagoya Grampus        | 24  | 17 | 7  | 3 | 7  | 26 | 30 | -4   |
| 11   | Albirex Niigata       | 20  | 17 | 5  | 5 | 7  | 21 | 25 | -4   |
| 12   | Sagan Tosu            | 20  | 17 | 4  | 8 | 5  | 15 | 22 | -7   |
| 13   | Vissel Kobe           | 19  | 17 | 6  | 1 | 10 | 27 | 30 | -3   |
| 14   | Ventforet Kōfu        | 17  | 17 | 4  | 5 | 8  | 14 | 21 | -7   |
| 15   | Matsumoto Yamaga FC P | 13  | 17 | 3  | 4 | 10 | 13 | 28 | -15  |
| 16   | Vegalta Sendai        | 12  | 17 | 3  | 3 | 11 | 17 | 28 | -11  |
| 17   | Shimizu S-Pulse       | 12  | 17 | 2  | 6 | 9  | 15 | 33 | -18  |
| 18   | Montedio Yamagata P   | 10  | 17 | 1  | 7 | 9  | 10 | 29 | -19  |

### Classement Final
| Rang | Équipe                | Pts | J  | G  | N  | P  | Bp | Bc | Diff |
| ---- | --------------------- | --- | -- | -- | -- | -- | -- | -- | ---- |
| 1    | Sanfrecce Hiroshima   | 74  | 34 | 23 | 5  | 6  | 73 | 30 | +43  |
| 2    | Urawa Red Diamonds    | 72  | 34 | 21 | 9  | 4  | 69 | 40 | +29  |
| 3    | Gamba Osaka T S C     | 63  | 34 | 18 | 9  | 7  | 56 | 37 | +19  |
| 4    | FC Tokyo              | 63  | 34 | 19 | 6  | 9  | 45 | 33 | +12  |
| 5    | Kashima Antlers L     | 59  | 34 | 18 | 5  | 11 | 57 | 41 | +16  |
| 6    | Kawasaki Frontale     | 57  | 34 | 17 | 6  | 11 | 62 | 48 | +14  |
| 7    | Yokohama F. Marinos   | 55  | 34 | 15 | 10 | 9  | 45 | 32 | +13  |
| 8    | Shonan Bellmare P     | 48  | 34 | 13 | 9  | 12 | 40 | 44 | -4   |
| 9    | Nagoya Grampus        | 46  | 34 | 13 | 7  | 14 | 44 | 48 | -4   |
| 10   | Kashiwa Reysol        | 45  | 34 | 12 | 9  | 13 | 46 | 43 | +3   |
| 11   | Sagan Tosu            | 40  | 34 | 9  | 13 | 12 | 37 | 54 | -17  |
| 12   | Vissel Kobe           | 38  | 34 | 10 | 8  | 16 | 44 | 49 | -5   |
| 13   | Ventforet Kōfu        | 37  | 34 | 10 | 7  | 17 | 26 | 43 | -17  |
| 14   | Vegalta Sendai        | 35  | 34 | 9  | 8  | 17 | 44 | 48 | -4   |
| 15   | Albirex Niigata       | 34  | 34 | 8  | 10 | 16 | 41 | 58 | -17  |
| 16   | Matsumoto Yamaga FC P | 28  | 34 | 7  | 7  | 20 | 30 | 54 | -24  |
| 17   | Shimizu S-Pulse       | 25  | 34 | 5  | 10 | 19 | 37 | 65 | -28  |
| 18   | Montedio Yamagata P   | 24  | 34 | 4  | 12 | 18 | 24 | 53 | -29  |

|  | Qualification pour la Ligue des champions de l'AFC 2016 |
|  | Qualification pour le tour préliminaire de la Ligue des champions de l'AFC 2016                                                                                          |
|  | Reléguer en J League 2 2016 |
|  | T : Tenant du titre C : Vainqueur de la Coupe de l'Empereur 2015 L : Vainqueur de la Coupe de la Ligue 2015 S : Vainqueur de la Supercoupe du Japon 2015 P : Promu de D2 |

### Phase finale
La phase finale ne compte que trois clubs, puisque les vainqueurs des deux phases de la saison régulière se classent parmi les trois premiers du classement cumulé.
|  | Demi-finales          | Demi-finales        | Demi-finales         | Demi-finales |   |   | Finale | Finale | Finale | Finale |
|  |                       |                     |                      |              |   |   |        |        |        |        |
|  |                       |                     |                      |              |   |   |        |        |        |        |
|  |                       |                     |                      |              |   |   |        |        |        |        |
|  |                       |                     |                      |              |   |   |        |        |        |        |
|  |                       |                     |                      |              |   |   |        |        |        |        |
|  | 1er classement cumulé | Sanfrecce Hiroshima | 3                    | 1            |   |   |        |        |        |        |
|  | 1er classement cumulé | Sanfrecce Hiroshima | 3                    | 1            |   |   |        |        |        |        |
|  |                       |                     | 3e classement cumulé | Gamba Osaka  | 2 | 1 |        |        |        |        |
|  | Vainqueur 1re phase   | Urawa Red Diamonds  | 3e classement cumulé | Gamba Osaka  | 2 | 1 | 1      | 1      |        |        |
|  | Vainqueur 1re phase   | Urawa Red Diamonds  |                      |              |   |   |        | 1      |        |        |
|  | 3e classement cumulé  | Gamba Osaka         | 3                    | 3            |   |   |        |        |        |        |
|  | 3e classement cumulé  | Gamba Osaka         | 3                    | 3            |   |   |        |        |        |        |

#### Demi-finales
| 29 novembre 2015 | Urawa Red Diamonds | 1 - 3                 | Gamba Osaka                               | Saitama Stadium 2002, Saitama                  |                                                |
|                  | Ljubijankič 72e    | (0 - 0, 1 - 1, 1 - 1) | 47e Konno · 118e Fujiharu · 120+1e Patric | Spectateurs : 40 696 Arbitrage : Hajime Matsuo | Spectateurs : 40 696 Arbitrage : Hajime Matsuo |
|                  | Rapport            |                       |                                           | Spectateurs : 40 696 Arbitrage : Hajime Matsuo | Spectateurs : 40 696 Arbitrage : Hajime Matsuo |

#### Finale
| Finale (aller)  | Gamba Osaka              | 2 - 3   | Sanfrecce Hiroshima                        | Stade commémoratif de l'Expo '70, Suita      |                                              |
| 2 décembre 2015 | Nagasawa 60e · Konno 81e | (0 - 0) | 80e Douglas · 90+1e Sasaki · 90+6e Kashiwa | Spectateurs : 17 844 Arbitrage : Kenji Ogiya | Spectateurs : 17 844 Arbitrage : Kenji Ogiya |
| 2 décembre 2015 | Rapport                  |         |                                            | Spectateurs : 17 844 Arbitrage : Kenji Ogiya | Spectateurs : 17 844 Arbitrage : Kenji Ogiya |

| Finale (retour) | Sanfrecce Hiroshima | 1 - 1   | Gamba Osaka | Grande Arche d'Hiroshima, Hiroshima               |                                                   |
| 5 décembre 2015 | Asano 76e           | (0 - 1) | 27e Konno   | Spectateurs : 36 609 Arbitrage : Yuichi Nishimura | Spectateurs : 36 609 Arbitrage : Yuichi Nishimura |
| 5 décembre 2015 | Rapport             |         |             | Spectateurs : 36 609 Arbitrage : Yuichi Nishimura | Spectateurs : 36 609 Arbitrage : Yuichi Nishimura |

## Statistiques

### Meilleurs buteurs
|                    | Buteur        | Club                | Buts |
| ------------------ | ------------- | ------------------- | ---- |
| Médaille d'or      | Emerson       | Urawa Red Diamonds  | 27   |
| Médaille d'argent  | Masashi Oguro | Gamba Ōsaka         | 20   |
| Médaille de bronze | Ryuji Bando   | Vissel Kobe         | 17   |
| 4                  | Marques       | Sanfrecce Hiroshima | 17   |
| 5                  | Rodrigo Gral  | Júbilo Iwata        | 16   |

## Parcours continental des clubs
Le parcours des clubs japonais en Ligue des champions de l'AFC est important puisqu'il détermine le coefficient AFC japonais, et donc le nombre de clubs japonais présents dans la compétition les années suivantes.
| Club               | Compétition         | Résultat        | Ultime(s) adversaire(s) | Ultime(s) adversaire(s) | Ultime(s) adversaire(s)  |
| ------------------ | ------------------- | --------------- | ----------------------- | ----------------------- | ------------------------ |
| Gamba Osaka        | Ligue des champions | Demi-finales    | Guangzhou FC            | Guangzhou FC            | Guangzhou FC             |
| Urawa Red Diamonds | Ligue des champions | Phase de Groupe | Beijing Guoan           | Suwon Samsung Bluewings | Brisbane Roar            |
| Kashima Antlers    | Ligue des champions | 1/8 de finale   | Guangzhou FC            | FC Séoul                | Western Sydney Wanderers |
| Kashiwa Reysol     | Ligue des champions | 1/4 de finale   | Guangzhou FC            | Guangzhou FC            | Guangzhou FC             |